# شاهزاده‌نشین

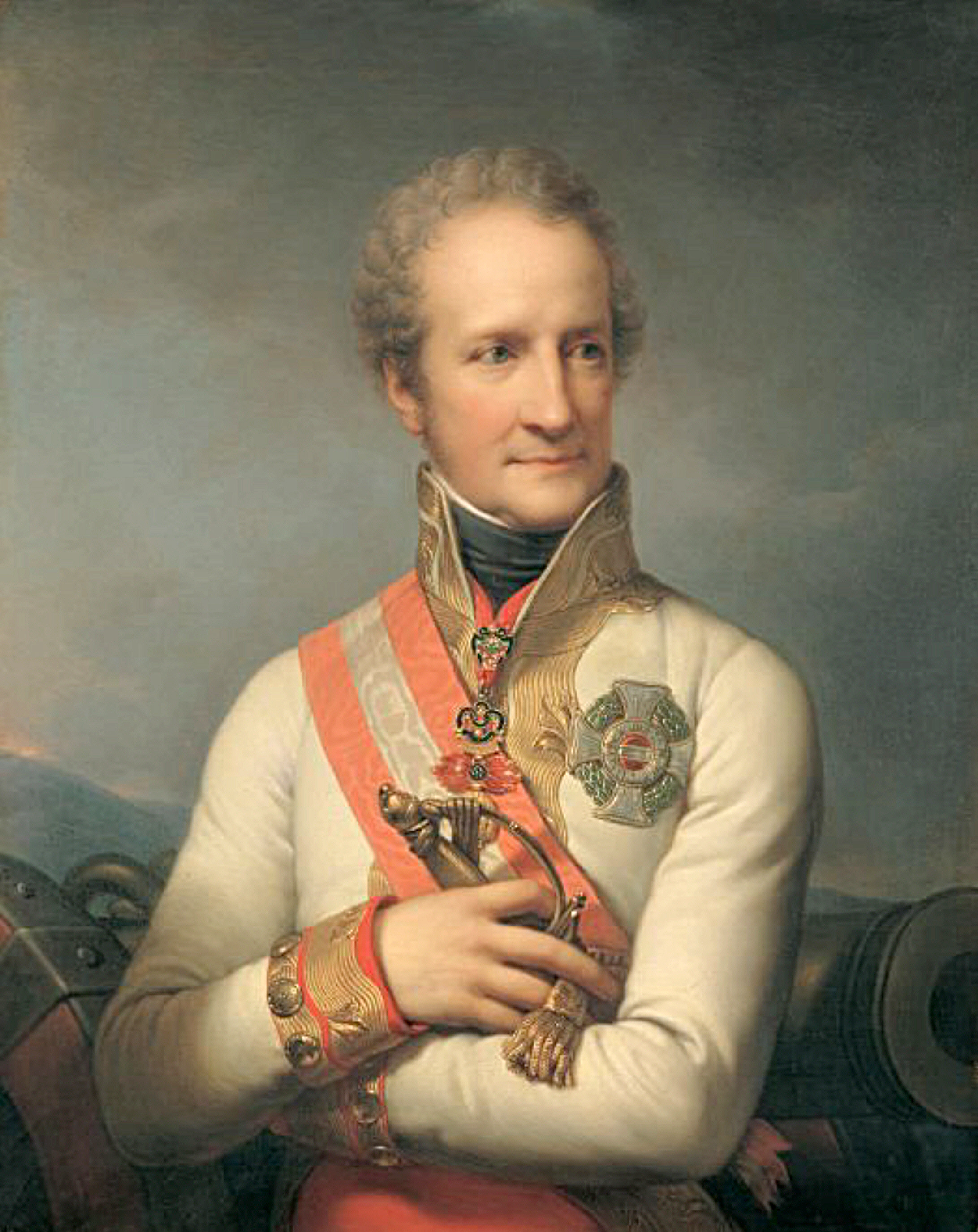
یوهان یوزف یکم از لیختن اشتاین

ایالت شاهزاده یا ایالت شاهزاده‌ نشین ( شاهزاده نشین، شازده نشین ) (به انگلیسی: Principality) از تیول‌های شاهانه یا ولایت است که شاهزاده‌ای، چه شاهپور چه شاهدخت یا از تبار شاهان بر آن فرمان می‌راند.